# 上市電報電話局

中新川郡上市町上中町にあったころの上市電報電話局。のちに同郡同町南町に鉄筋コンクリート造の局舎が建設された。

上市電報電話局（かみいちでんぽうでんわきょく）は、富山県中新川郡上市町南町にあった電報電話局。公社時代は北陸電気通信局富山電気通信部の管轄下にあった。

## 概要
上市電報電話局は、1953年（昭和28年）3月25日に上市郵便局における電気通信業務を承継して開設された。1954年（昭和29年）度における管内開通電話数は427件であった。当初の局舎は中新川郡上市町上中町にあったが、1966年（昭和41年）8月に同郡同町南町に新局舎が完成して移転した。
1964年（昭和39年）当時は内部機構として業務課、施設課及び庶務課を有した。

## 歴史
黒部電報電話局開設前の事項については、上市郵便局の項目を参照のこと。
- 1953年（昭和28年）3月25日 - 上市電報電話局を開設し[1]、上市郵便局における電気通信業務を廃止し、その業務を上市電報電話局に移管する[2]。同月、局舎の増改築を完了する[4]。
- 1954年（昭和29年）3月25日 - 電信方式を音響通信から電話通信に変更する[7]。
- 1958年（昭和33年）
  - 2月 - 庶務課を設置する[4]。
  - 10月10日 - 上市郵便局より上市電報電話局へ電信為替の業務の一部を委託する[8]。
- 1961年（昭和36年）10月15日 - 富山電報電話局に市外電話を集中し、富山 - 上市 - 水橋 - 立山 - 小見相互間において半自動即時通話となる[9]。
- 1965年（昭和40年）10月 - 自動式更改工事に着手する[10]。
- 1966年（昭和41年）
  - 1月 - 相ノ木ならびに宮川部落において農村集団自動電話が開通する[10]。
  - 6月 - 南加積部落において農村集団自動電話が開通する[10]。
  - 8月 - 鉄筋コンクリート造2階建ての新局舎が竣工する[11]。
- 1967年（昭和42年）
  - 2月11日 - 大岩郵便局[12]において電話交換業務を廃止し、その業務を上市電報電話局に移管する[13]。また電話交換方式をクロスバー自動交換式に改め、ダイヤル式自動電話となる[10]。
  - 10月7日 - 新川郵便局及び東谷郵便局[14]において和文電報配達業務を廃止し、新川郵便局の業務は立山電報電話局、上市電報電話局及び水橋電報電話局に、東谷郵便局の業務は立山電報電話局及び上市電報電話局に移管する[15]。
- 1975年（昭和50年）5月1日 - 白萩郵便局を廃止し、和文電報配達事務を上市電報電話局に移管する[16]。

## 脚註
1. 1 2  昭和28年日本電信電話公社公示第71号（『官報』、1953年（昭和28年）4月2日）
2. 1 2  昭和28年郵政省告示第413号（『官報』、1953年（昭和28年）3月30日）
3. ↑  日本電信電話公社経営調査室編、『電信電話年鑑』（377頁）、1955年（昭和30年）12月、日本電信電話公社
4. 1 2 3  日本電信電話公社北陸電気通信局編、『北陸の電信電話 その九十年の歩み』（467頁）、1964年（昭和39年）10月、日本電信電話公社北陸電気通信局
5. ↑  上市町誌編纂委員会編、『上市町誌』（588、1086及び1088頁）、1970年（昭和45年）2月、上市町
6. ↑  日本電信電話公社北陸電気通信局編、『北陸の電信電話 その九十年の歩み』（412頁）、1964年（昭和39年）10月、日本電信電話公社北陸電気通信局
7. ↑  日本電信電話公社北陸電気通信局編、『北陸の電信電話 その九十年の歩み』（467及び585頁）、1964年（昭和39年）10月、日本電信電話公社北陸電気通信局
8. ↑  昭和33年郵政省告示第989号（『官報』、1958年（昭和33年）9月23日）
9. ↑  日本電信電話公社北陸電気通信局編、『北陸の電信電話 その九十年の歩み』（595頁）、1964年（昭和39年）10月、日本電信電話公社北陸電気通信局
10. 1 2 3 4  上市町誌編纂委員会編、『上市町誌』（516及び1086頁）、1970年（昭和45年）2月、上市町
11. ↑  上市町誌編纂委員会編、『上市町誌』（1086及び1088頁）、1970年（昭和45年）2月、上市町
12. ↑  なお大岩郵便局は1972年（昭和47年）4月1日に廃止された（昭和47年郵政省告示第182号）
13. ↑  昭和42年郵政省告示第166号（『官報』、1967年（昭和42年）3月1日）
14. ↑  なお東谷郵便局は1974年（昭和49年）4月1日に廃止された（昭和49年郵政省告示第188号）
15. ↑  昭和42年郵政省告示第868号（『官報』、1967年（昭和42年）10月18日）
16. ↑  昭和50年郵政省告示第236号（『官報』、1975年（昭和50年）4月10日）